# Клёпа
Клёпа — сказочный персонаж, созданный в 1990 г.  Наталией Дубининой. Клёпа — главная героиня одноимённого познавательного детского альманаха, а впоследствии и журнала. Главный замысел создания персонажа и журнала «Клёпа»  — пробудить в детях любознательность и стремление к творчеству.

## Персонаж

### Имя
Имя Клёпа — производное от Клеопатры, царицы Египта, которая считалась дочерью Солнца. Клёпа символизирует Общение.

### Характер
Клёпа любознательна, её интересует буквально всё на свете. Она — символ общения, умеет говорить на всех языках. Ей выбран девиз «Вместе — интереснее!». Клёпа — борец за справедливость и всегда готова прийти на помощь. По сюжету, в этом ей помогают её друзья и волшебные предметы.

### Волшебные предметы
Клёпа носит радужное платье, меняющее свой цвет вместе с настроением хозяйки. На платье есть волшебный карман, из которого можно достать любой предмет. На голове у Клёпы косичка-антенна, реагирующая, если где-то случилось несчастье, произошла несправедливость. А на ногах — чудо-ботинки, переносящие хозяйку во времени и пространстве.

### Друзья
Поскольку Клёпа — девочка общительная, у неё очень много друзей. Это и мудрый, обстоятельный пёс Филиппыч, и кокетливая модница канарейка Капи-Капи, маленький богатырь Егорка, и конечно, много-много клепаманов — мальчишек и девчонок, общающихся друг с другом в клёп-клубах.
- Филиппыч — мудрый скотч-терьер, обстоятельный и обязательный, верный друг и советчик Клёпы. Филиппыч — настоящий интеллектуал, знакомит читателя с научными открытиями, историческими фактами. Он очень раним и романтичен, часто представляет себя в образе рыцаря. В мультипликационном фильме «Исторические заклёпки» его озвучивал народный артист России Валерий Золотухин, а в новых мультипликационных фильмах его будет озвучивать Никита Прозоровский.
- Капи-Капи — канарейка; хрупкая, наивная модница и кокетка. Она очень легкомысленна, сначала говорит, а потом думает, и частенько совершает глупые поступки. Капи-Капи олицетворяет идею праздника, беззаботного детства. В мультфильмах «Самых лучший друг» и «Исторические заклёпки» её озвучивала народная артистка России Ольга Пашкова.
- Егорка — маленький богатырь, мастер на все руки, смекалистый и любознательный мальчик. Он воплощает русскую ментальность, близок к природе, народным традициям.
- Ибрагимка — негритёнок, историк и дипломат, знаток и любитель музыки.

## Клёп-клубы
Клёп-клубы создаются в библиотеках и детских учреждениях. Особенно активно работают клубы в Белгороде, Ярославле, Зеленограде, Мурманске, Омске, Липецке и других городах. Клёп-клубы являются оригинальной и гибкой формой организации досуга в сотрудничестве с местными органами исполнительской власти, а также с детскими библиотеками и Домами творчества, Домами культуры. Также клубы способствуют развитию творческих и физических способностей детей, расширению их культурного кругозора, изучению истории и традиций своего народа, утверждению диалога культур.
Вместе со своей клеп-командой девочка постоянно путешествует по разным городам нашей Родины, устраивая замечательные праздники и клёп-уроки. Культурно-просветительская акция «Клёпа и чудо-волшебство в кругу друзей» прошла 21 декабря 2002 г. в Зале Церковных соборов Храма Христа Спасителя. В фойе зала Клёпа создала волшебный город Клёпоград, где все гости — и дети и взрослые — попробовали себя в различных народных ремёслах, сделали волшебное дерево, украшенное рукотворными птичками с добрыми пожеланиями, участвовали во множестве викторин.
Акция «Новые символы новой России», направленная на знакомство школьников с государственной символикой страны, с историей и культурой России, прошла во многих городах нашей страны: Калининграде, Пскове, Великом Новгороде и др.

### Альманах «Клёпа»
Тематический альманах «Клёпа» адресовался детям от 10 до 14 лет и выходил с 1991 года. Был рекомендован Минобразования России в качестве дополнительного школьного пособия. Альманах отмечен государственной грамотой Российской Федерации за оригинальную концепцию изложения сложных тем подросткам. Всего вышло 99 тематических выпусков. В них юные читатели смогли «побывать» в разных странах и временах, узнать историю различных вещей и понятий, прочитать о жизни великих людей, познакомиться с особенностями многих профессий.

### Журнал «Клёп-Клуб»
Периодическое издание для детей дошкольного возраста (от 4 лет), выходившее с 1997 по 2006 год. Сохраняя общую познавательную направленность, «Клёп-клуб» включал в себя больше игр и разнообразных детских заданий по сравнению с журналом и альманахом «Клёпа».

### Журнал «Клёпа»
Познавательно-развлекательный журнал для детей младшего и среднего школьного возраста. Издаётся с 2004 года и по настоящее время. Выходит на 32 страницах. Тираж — 25 000 экземпляров. Каждый номер включает в себя интересные факты, изложенные на доступном для детей уровне, рубрики о природе, об отечественной истории, «мастерскую», игротеку, комикс и качественную художественную литературу. Издание старается претворять в жизнь на своих страницах лозунг Клёпы: «Вместе — интереснее!»

### Прочие проекты
1. «Однажды Клёпа» Дубинина Н. Ю. — М., Клепа, 1997. — 80 с. Тираж 5 000 экз.
Книга для детей младшего и среднего школьного возраста, рассказывающая о том, как появилась Клёпа, а также о её приключениях.
2. «Необыкновенное знакомство с государственной символикой России» Дубинина Н. Ю. — М.: Клепа, 2004. — 96 с. Тираж 10 000 экз.
Красочное издание для детей среднего школьного возраста с подробной информацией об истории Российского герба, флага и гимна.
3. «Лит-По-Клёп» — оригинальные сборники произведений классических и современных детских авторов, а также юных авторов — победителей «Лит-Клёп-конкурса»; содержат методические игровые разработки для развития интереса к литературе. М.: Клепа, 2007. — 96 с. Тираж 3 000 экз. Вышло 2 сборника.
4. «Великая Россия: наши знаменитые соотечественники» Альманах. — М., Клепа, 2009. — 96 с. Тираж 25 000 экз.
Информационно-просветительский альманах для детей среднего и старшего школьного возраста. В занимательной форме издание повествует о жизни и достижениях таких неординарных личностей, как Анна Павлова, Мать Мария, И. А. Сикорский, Н. А. Бердяев и др., по разным причинам эмигрировавшим из России.
5. «Медицинский калейдоскоп» Альманах. — М., Клепа, 2010. — 96 с. Тираж 25 000 экз.
Альманах для детей среднего и старшего школьного возраста, посвященный 200-летию со дня рождения Н. И. Пирогова. В издании рассказывается о главных этапах совершенствования медицины, описаны судьбы последователей Н. И. Пирогова. И, конечно, дана биография этого гениального хирурга.
6. «Олимпийский калейдоскоп» Альманах. — М., Клепа, 2012. — 96 с. Тираж 25 000 экз.
Альманах «Олимпийский калейдоскоп» посвящён истории олимпийских игр от Древней Греции до наших дней. В нём рассказывается об играх Древней Эллады, возрождении олимпийской традиции Пьером де Кубертеном, героях олимпиад, олимпийской символике. Особое внимание уделено принципам фэйр плей, паралимпийскому движению и юношеским олимпиадам. Книга подготовлена благодаря материалам Международного Олимпийского Комитета, при содействии Олимпийского Комитета России, Оргкомитета Сочи 2014 и ОАО «РЖД».
7. «Клёп-азбука зверей и птиц» — М., Клёпа, 2012. — 32 с. Тираж 3 000 экз.
Азбука в стихах с красочными иллюстрациями.

## Мультфильмы
1. «Оп-па-ля — оживи свою мечту» (2004) — анимационный сериал.
2. «Исторические заклёпки» (2007) — анимационный фильм, рассказывающий о государственной символике России: гербе, гимне, флаге. Режиссёр Георгий Гитис. Продолжительность: 27 мин. Роли озвучивали: Аня Юртаева, Валерий Золотухин, Ольга Пашкова, Иосиф Кобзон, Алексей Колган, Андрей Соколов.
3. «Так победим!» (2011) — анимационный фильм, посвященный спорту вообще и Олимпийским играм в частности. Межпланетным. Режиссёр Георгий Гитис. Продолжительность: 9:15 мин.
4. «Вместе — интереснее!» (2011) — анимационный фильм о том, как дети разных культур могут найти общий язык. Мини-сюжеты сопровождаются изречениями великих людей, которые озвучивал Иосиф Кобзон. Режиссёр Георгий Гитис.
5. «Все — победители!» (2012) — продолжение анимационного фильма «Так победим!». Режиссёр Георгий Гитис. Продолжительность: 13 мин.

## Клёп-проекты
1. Периодические издания «Клёпа» и «Клёп-клуб» распространяются не только по всей России, но и в странах ближнего и дальнего зарубежья, где многомиллионное русскоязычное население испытывает острый недостаток в доброкачественной детской периодике на русском языке[источник не указан 543 дня].
2. Министерство Связи РФ выпустило в 1997 году в связи с первым международным Филателистическим Салоном в России серию почтовых марок и конвертов под сводным названием «Клёпа — новый персонаж России»[4].
3. Проведение международных детских культурно-просветительских акций (совместно с Детским фондом, Торговой палатой, организациями российских соотечественников за рубежом… «Чудо-волшебство в кругу друзей» при участии Департамента международных связей Правительства Москвы и Фонда Храма Христа Спасителя 2003 г.).
4. Продюсирование спектакля «Клёпа в мире снов» в Московском театре кукол, в том числе постановок в фойе Кукольного театра им. С. Образцова.